# EDF (États-Unis)
Pour les articles homonymes, voir EDF (homonymie).
EDF Inc. est la filiale nord-américaine de l'entreprise française EDF. Elle se spécialise notamment dans trois secteurs d'activité : le nucléaire, les énergies renouvelables et le négoce d'énergie. Le siège social de l'entreprise est situé à Chevy Chase, dans l'État du Maryland.

## Activités
EDF Inc. comprend quatre filiales :
- Constellation Energy Nuclear Group (CENG) : coentreprise à 50 % avec l'entreprise américaine Constellation Energy, qui est opérateur de cinq réacteurs nucléaires aux États-Unis[3] ;
- Unistar Nuclear Energy (UNE): une filiale à 100 %, spécialisée dans la réalisation de nouveaux projets nucléaires visant notamment la commercialisation du réacteur EPR[4] ;
- enXco : filiale à 100 % d'EDF Energies Nouvelles, spécialisée dans les projets d'énergies renouvelables aux États-Unis et au Canada, notamment l'éolien (1 GW de capacité)[5] ;
- EDF Trading North America : filiale à 100 % spécialisée dans le négoce d'énergie.

## Gouvernance
EDF Inc. est dirigée depuis janvier 2011 par Eric Bret. 